# Еліксир безсмертя (фільм)
«Еліксир безсмертя» — кінофільм режисера Джеррі Майнарді, що вийшов на екрани в 2005 році.

## Зміст
Еліксир безсмертя – одне з найбажаніших чудес для людини. Адже хто не мріє стати непідвладним смерті й уподібнитися богу? Багато людей витрачали на пошук рецепту все своє життя, заради нього вбивали і зраджували, але насправді використання чарівного зілля не приносить щастя...

## Ролі
| Актор                  | Роль |
| ---------------------- | ---- |
| Меттью Борішев         | -    |
| Гай Бойд               | -    |
| Джейсон Скотт Кемпбелл | -    |
| Білл Коббс             | -    |
| Desmond Confoy         | -    |
| Алекс Фельдман         | -    |
| Андреа Хевенс          | -    |
| Джон Бенжамін Мартін   | -    |
| Лізен Мітчелл          | -    |
| Віктор Валезія         | -    |

## Знімальна група
- Режисер — Джеррі Майнарді
- Сценарист — Джеррі Майнарді, Майкл Дж. Майнарді
- Продюсер — Майкл Дж. Майнарди
- Композитор — Рон Барнс